# Droga krajowa nr 2 (Japonia)
Droga krajowa nr 2 (jap. 国道2号 Kokudō Ni-gō) – jedna z dróg krajowych przebiegających na terenie wysp Honshū oraz Kiusiu w Japonii. Łączy Osakę (prefektura Osaka) w regionie Kinki z Kitakyūshū (prefektura Fukuoka), biegnąc przez region San'yō. Pomiędzy prefekturą Hyōgo i Yamaguchi droga nr 2 biegnie równolegle do trasy Sanyō Expressway. Szlak przecina cieśninę Kanmon podmorskim tunelem Kanmon. Całkowita długość drogi nr 2 wynosi 537 km. W Osace droga krzyżuje się z trasą nr 1, z kolei na zachodnim końcu łączy się z drogami nr 3 i nr 10.

## Podstawowe dane
- Długość: 537 km
- Początek: Umeda, Kita, Osaka (zaczyna się w miejscu połączenia z drogami nr 1, 25, 26, 163, 165 i 176)
- Koniec: Moji, Kitakyūshū (kończy się w miejscu połączenia z drogami nr 3 i 10)
- Ważniejsze miejscowości: Kobe, Himeji, Okayama, Kurashiki, Fukuyama, Hiroshima, Iwakuni, Shimonoseki

## Historia
- 4 grudnia 1952: Droga krajowa nr 2 I klasy (z Osaki do Kitakyūshū)
- 1 kwietnia 1965: Droga krajowa nr 2 (z Osaki do Kitakyūshū)

## Odcinki wspólne
- Nishinomiya (Węzeł Fudabasuji) - Kobe (Węzeł San'nomiya-East): droga 171
- Kobe (Węzeł Higashi-Shiri'ike) - Akashi (Węzeł Kariguchi): droga 28
- Kobe (Węzeł Higashi-Shiri'ike) - Akashi (Węzeł Kokubo): droga 250
- Himeji - Taishi (Taishi-Kamiota IC): droga 29